# Papúa Nueva Guinea en los Juegos Olímpicos de Londres 2012
Papúa Nueva Guinea estuvo representada en los Juegos Olímpicos de Londres 2012 por ocho deportistas, cuatro hombres y cuatro mujeres, que compitieron en cinco deportes.
La portadora de la bandera en la ceremonia de apertura fue la atleta Toea Wisil. El equipo olímpico papú no obtuvo ninguna medalla en estos Juegos.